# Zubivșciîna, Korosten
Zubivșciîna (în ucraineană Зубівщина) este un sat în comuna Mala Zubivșciîna din raionul Korosten, regiunea Jîtomîr, Ucraina.

## Demografie
Componența lingvistică a localității Zubivșciîna
     Ucraineană (98,21%)
     Rusă (1,79%)
Conform recensământului din 2001, majoritatea populației localității Zubivșciîna era vorbitoare de ucraineană (98,21%), existând în minoritate și vorbitori de rusă (1,79%).